# Lekkoatletyka na Letnich Igrzyskach Olimpijskich 1932 – bieg na 5000 m mężczyzn

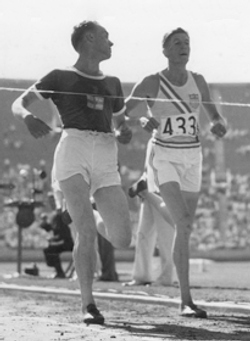
Lauri Lehtinen (z lewej) i Ralph Hill na mecie biegu finałowego

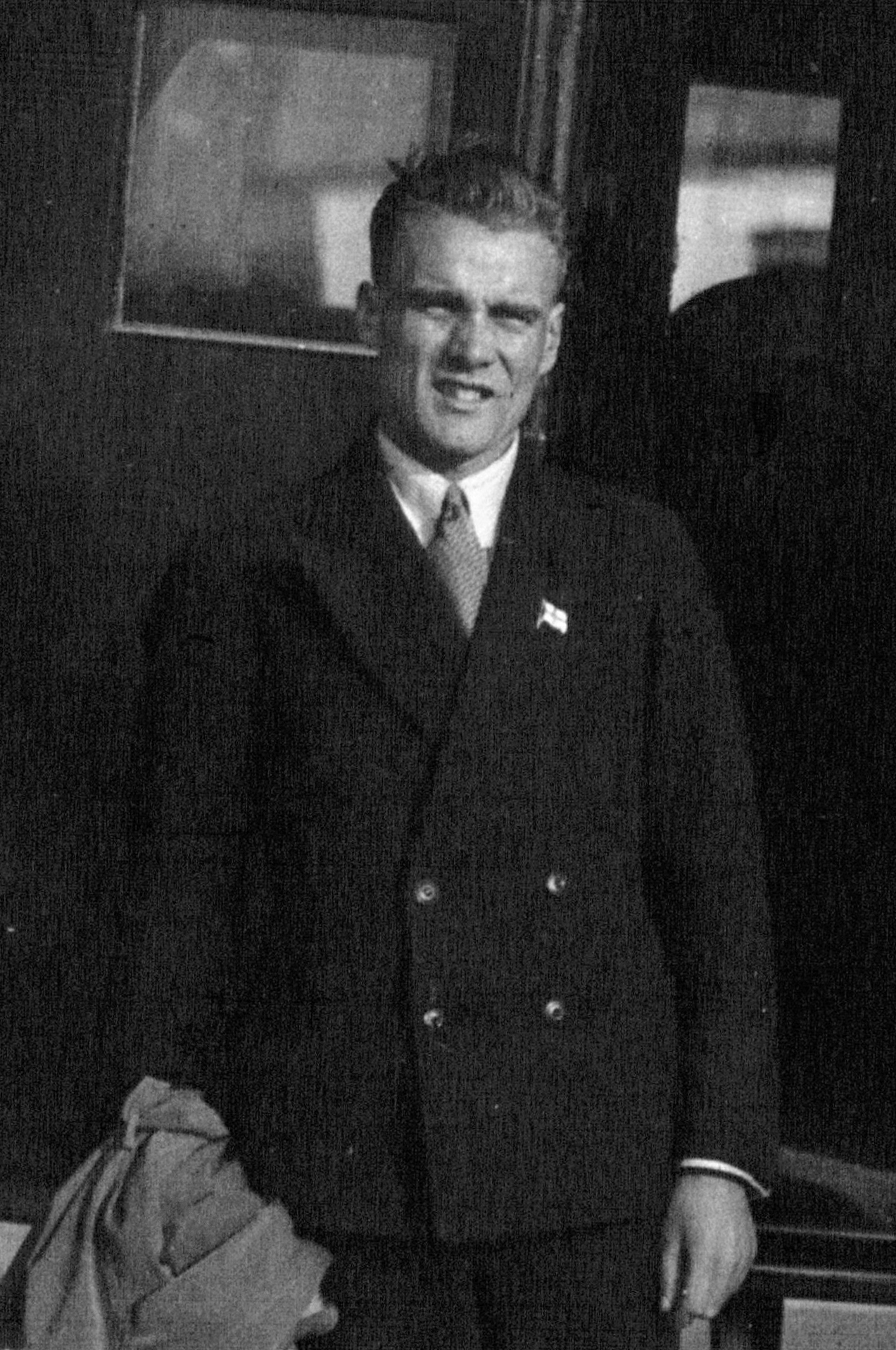
Lauri Lehtinen

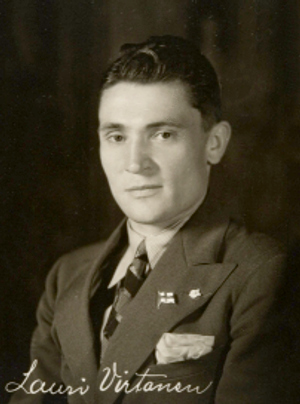
Lauri Virtanen

Bieg na 5000 metrów mężczyzn był jedną z konkurencji rozgrywanych podczas X Letnich Igrzysk Olimpijskich. Biegi zostały rozegrane w dniach 2 i 5 sierpnia 1932 roku na stadionie Los Angeles Memorial Coliseum w Los Angeles. Wystartowało 18 zawodników z 11 krajów.

## Rekordy
|                   | Zawodnik       | Wynik   | Miejsce  | Data                 |
| ----------------- | -------------- | ------- | -------- | -------------------- |
| Rekord świata     | Lauri Lehtinen | 14:17,0 | Helsinki | 19 czerwca 1932(dts) |
| Rekord olimpijski | Paavo Nurmi    | 14:31,2 | Paryż    | 10 lipca 1924(dts)   |

## Terminarz
| Data            |            | Godzina |
| --------------- | ---------- | ------- |
| 2 sierpnia 1932 | Eliminacje | 16:45   |
| 5 sierpnia 1932 | Finał      | 15:15   |

## Wyniki

### Eliminacje
Z każdego z biegów eliminacyjnych do finału awansowało siedmiu najlepszych zawodników.

#### Bieg 1
| Poz. | Zawodnik             | Reprezentacja     | Czas     | Uwagi |
| ---- | -------------------- | ----------------- | -------- | ----- |
| 1.   | Ralph Hill           | Stany Zjednoczone | 14:59,76 | Q     |
| 2.   | Lauri Lehtinen       | Finlandia         | 15:05,5  | Q     |
| 3.   | Jean-Gunnar Lindgren | Szwecja           | 15:06,0  | Q     |
| 4.   | Lauri Virtanen       | Finlandia         | 15:06,4  | Q     |
| 5.   | Billy Savidan        | Nowa Zelandia     | 15:08,2  | Q     |
| 6.   | Alex Hillhouse       | Australia         | 15:14,0  | Q     |
| 7.   | Daniel Dean          | Stany Zjednoczone | 15:19,6  | Q     |
| 8.   | George Bailey        | Wielka Brytania   | b.d.     |       |
| 9.   | Masamichi Kitamoto   | Japonia           | b.d.     |       |
| 10.  | Juan Morales         | Meksyk            | b.d.     |       |

#### Bieg 2
| Poz. | Zawodnik           | Reprezentacja     | Czas     | Uwagi |
| ---- | ------------------ | ----------------- | -------- | ----- |
| 1.   | Alec Burns         | Wielka Brytania   | 15:25,83 | Q     |
| 2.   | Paul Rekers        | Stany Zjednoczone | 15:34,6  | Q     |
| 3.   | Erik Pettersson    | Szwecja           | 15:36,4  | Q     |
| 4.   | Roger Rochard      | Francja           | 15:37,8  | Q     |
| 5.   | Scotty Rankine     | Kanada            | 15:39,6  | Q     |
| 6.   | Max Syring         | Niemcy            | 15:48,5  | Q     |
| 7.   | Shoichiro Takenaka | Japonia           | 15:56,0  | Q     |
| 8.   | Valentín González  | Meksyk            | 16:00,0  |       |

### Finał
| Poz. | Zawodnik             | Reprezentacja     | Czas     | Uwagi |
| ---- | -------------------- | ----------------- | -------- | ----- |
| 1.   | Lauri Lehtinen       | Finlandia         | 14:29,91 | OR    |
| 2.   | Ralph Hill           | Stany Zjednoczone | 14:30,0  | [ 4 ] |
| 3.   | Lauri Virtanen       | Finlandia         | 14:44,0  |       |
| 4.   | Billy Savidan        | Nowa Zelandia     | 14:49,6  | [ 5 ] |
| 5.   | Jean-Gunnar Lindgren | Szwecja           | 14:54,7  |       |
| 6.   | Max Syring           | Niemcy            | 14:59,0  |       |
| 7.   | Alec Burns           | Wielka Brytania   | 15:04,4  |       |
| 8.   | Daniel Dean          | Stany Zjednoczone | 15:08,5  |       |
| 9.   | Erik Pettersson      | Szwecja           | 15:13,4  |       |
| 10.  | Alex Hillhouse       | Australia         | 15:15,0  |       |
| 11.  | Scotty Rankine       | Kanada            | 15:24,0  |       |
| 12.  | Shoichiro Takenaka   | Japonia           | 17:20,0  |       |
| -    | Paul Rekers          | Stany Zjednoczone | DNF      |       |
| -    | Roger Rochard        | Francja           | DNF      |       |